# Euphylidorea similis
Euphylidorea similis är en tvåvingeart som först beskrevs av Alexander 1911.  Euphylidorea similis ingår i släktet Euphylidorea och familjen småharkrankar. Inga underarter finns listade i Catalogue of Life.